# The Doors
Pour les articles homonymes, voir The Doors (homonymie).

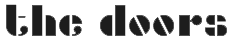
Logotype alternatif des Doors sourcé chez John Densmore, inspiré, pour sa police de caractères, mais un peu différent du logotype "officiel" des Doors qui est reproduit dans l'encadré graphique ou infobox de présentation du groupe ci-dessus. Le logo "officiel" apparaît sur leurs trois premiers albums de 1967 et 1968, puis sur les rééditions et autres "best of". Il avait été dessiné par un assistant graphiste du label Elektra Records.

The Doors [ðə ˈdɔɹz] (littéralement en français « Les Portes ») est un groupe américain de rock, originaire de Los Angeles, en Californie. Il est formé en juillet 1965 et dissous en 1973, deux ans après la mort du chanteur Jim Morrison en 1971.
Malgré une existence plutôt brève, The Doors est l'un des groupes les plus marquants et les plus fascinants de l'histoire du rock, et sa musique a influencé de nombreux artistes. Très populaires pendant leurs années d'activité grâce à des titres comme Break on Through (To the Other Side) ou Light My Fire, les quatre musiciens connurent cependant une plus grande popularité après leur dissolution notamment en raison du culte voué à leur chanteur, Jim Morrison, poète et créateur charismatique, dont la vie tumultueuse et la mort précoce ont contribué à créer la légende. Les Doors ont vendu plus de 32,5 millions d'albums aux États-Unis et plus de 100 millions à travers le monde.
Affilié à la scène du rock psychédélique, le groupe s'est distingué par une musique protéiforme et assez particulière, empruntant à la fois au blues (Cars Hiss by My Window), à la pop (Touch Me), au funk (Peace Frog), au jazz (Shaman's Blues) mais aussi au flamenco (Spanish Caravan), et à l’opéra (Alabama Song), et profondément influencée par l'art et la poésie en particulier. Toutes ces caractéristiques ont fait des Doors un groupe « culte » qui a inspiré de nombreux artistes.
Les Doors sont introduits au Rock and Roll Hall of Fame en 1993.

## Historique

### Débuts et succès

#### Formation (1965)
La formation des Doors résulte de la rencontre entre deux étudiants diplômés de l'UCLA, Jim Morrison et Raymond (Ray) Manzarek. Le 8 juillet 1965, Morrison retrouve Manzarek sur une plage de la côte californienne, à Venice et lui fait écouter quelques textes qu'il a écrits dont Moonlight Drive, My Eyes Have Seen You et Summer Almost Gone. Frappé par leur intensité lyrique, Ray Manzarek propose à Morrison de former un groupe de rock mettant en musique ses textes, et Jim accepte aussitôt. Ray Manzarek l'intègre alors au groupe Rick and the Ravens dans lequel il évolue comme organiste aux côtés de ses frères, Rick et Jim. Le groupe se composait donc à l'origine de Jim Morrison au chant, Ray Manzarek aux claviers, Rick Manzarek à la guitare, Jim Manzarek à l'harmonica, Patricia Sullivan à la basse et Vince Thomas à la batterie. Sur une proposition de Jim Morrison, ils choisirent de s'appeler The Doors. Ce nom renvoie à un livre d'Aldous Huxley, The Doors of Perception, où l'auteur narre son expérience des drogues,, titre lui-même inspiré d'un vers du recueil de poèmes Le Mariage du Ciel et de l'Enfer, de William Blake : « Si les portes de la perception étaient purifiées, toute chose apparaîtrait à l'homme telle qu'elle est : infinie. » Rapidement, Vince Thomas quitte le groupe qui doit donc trouver un nouveau batteur.
C'est au cours d'une conférence sur la méditation transcendantale que Ray Manzarek rencontre le batteur John Densmore ; celui-ci avait payé 35 dollars pour un mantra personnalisé. « Il n'y aurait pas eu les Doors sans Maharishi » dit Densmore, qui se rappelle le gourou, « ce mec androgyne sorti de petits contes de fées étranges » et de qui émanait une « vibration d'amour palpable ». John Densmore, alors batteur de The Psychedelic Rangers, impressionné par le charisme de Morrison et le potentiel « commercial » de ses textes, rejoint The Doors en août 1965. Le groupe, qui abandonne le nom de Rick and the Ravens pour The Doors, entre alors en studio pour enregistrer une démo de six titres : Moonlight Drive, My Eyes Have Seen You, Hello I Love You, Summer’s Almost Gone, End of the Night et Go Insane (A Little Game). La session de trois heures a lieu le 2 septembre 1965 dans les studios World Pacific Jazz et elle clôt le contrat de Rick and the Ravens avec Aura records. La démo est alors pressée en une poignée d’acétates, que le groupe utilise aussitôt pour démarcher auprès des maisons de disques, mais elle n’a jamais été éditée sur disque vinyle ou cassette audio à l’époque.
Déçus par la direction musicale que prend le groupe, les deux frères de Ray le quittent. John Densmore conseille à Jim et à Ray un guitariste de blues et de flamenco, qui assiste aussi au cours de méditation transcendantale : Robby Krieger. En septembre 1965, Krieger, qui avait joué avec John Densmore dans les Psychedelic Rangers, intègre définitivement The Doors, dont la constitution est ainsi quasi achevée. Krieger n'est pas qu'un guitariste, c'est un compositeur de talent : c'est lui qui écrira certains des plus grands succès de The Doors, comme Light My Fire ou Love Me Two Times. À peu près à la même époque, la bassiste Pat Sullivan, qui avait enregistré quelques démos avec The Doors, quitte à son tour le groupe. Ray Manzarek découvre alors le clavier-basse Fender Rhodes, dont le son remplace la basse. The Doors n'embaucheront désormais plus aucun bassiste du vivant de Morrison pour jouer sur scène (même s'ils feront par la suite appel à de multiples bassistes lors de leurs sessions d'enregistrement).

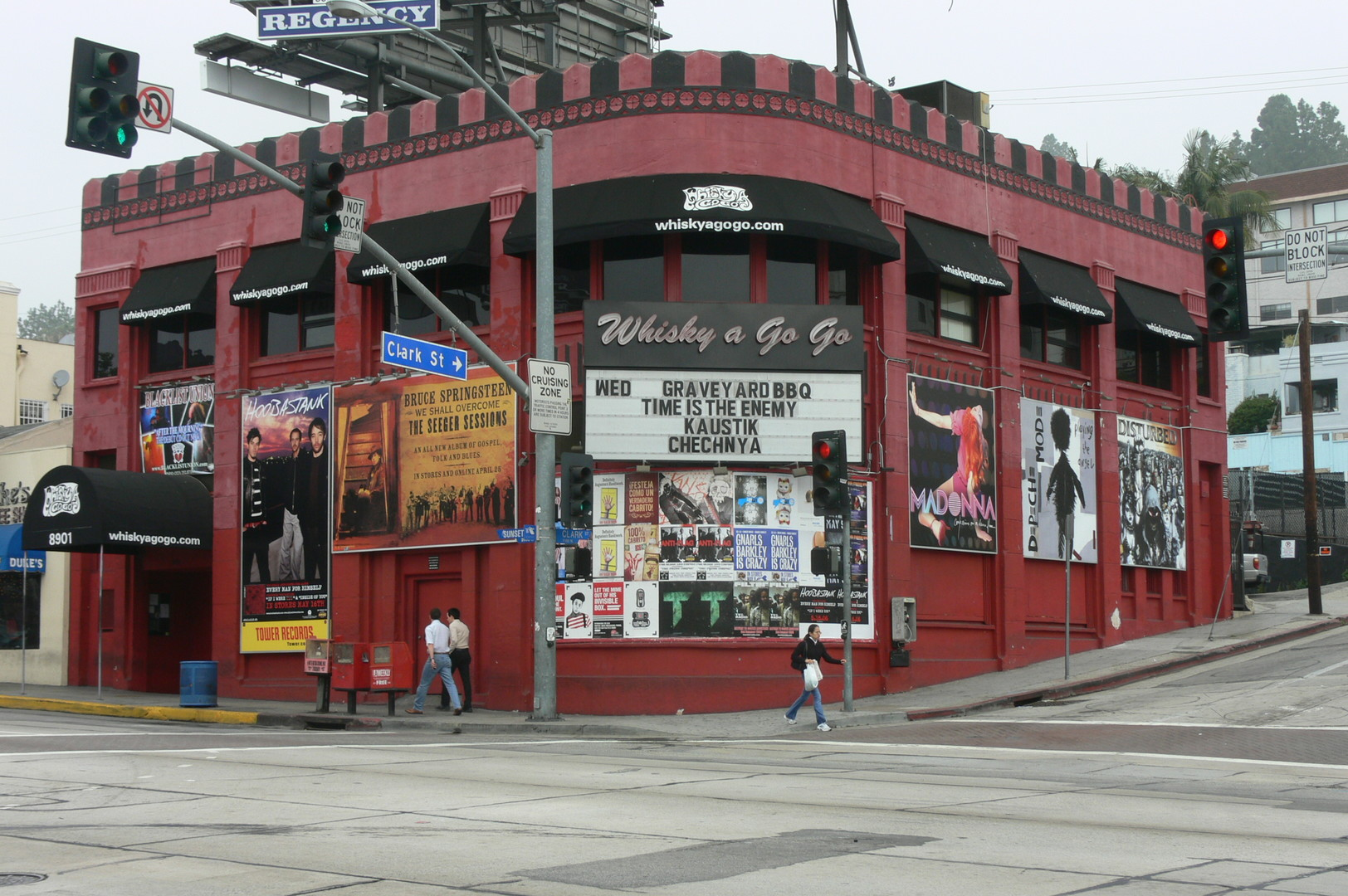
Le Whisky a Go-Go, bar musical de Los Angeles, où les Doors débutants ont peaufiné leur expérience de la scène.

Pendant l'automne 1965, les membres du groupe démarchent plusieurs maisons de disques et, en octobre, finissent par séduire Columbia, avec qui le groupe signe un contrat d’essai de six mois, résilié avant terme, non sans avoir obtenu, en décembre, que la maison de disques accepte de payer le clavier-basse Fender Rhodes de Ray,. Fin février 1966, The Doors auditionnent dans un bar de Los Angeles, The London Fog, où ils commencent à jouer immédiatement, quatre nuits par semaine (puis six), à raison de cinq sets par nuit, jusque début mai. Puis ils décrochent en mai 1966 un nouveau contrat avec le Whisky a Go-Go, un autre bar branché de Los Angeles. Ils y assurent notamment les premières parties du groupe irlandais Them, dont le chanteur Van Morrison (aucun lien de parenté) a une influence considérable sur Jim : le peu d'importance que Van accorde à un public qu'il insulte régulièrement et son penchant pour la boisson marquent à vie Jim et les autres membres du groupe, qui reprennent ensuite régulièrement sa chanson Gloria. Ces débuts difficiles permettent au groupe de se forger une expérience scénique solide, de maîtriser de nombreuses reprises et de tester leurs propres compositions.
Le 18 août 1966, le groupe signe un contrat initial avec la maison de disques Elektra (représentée par Jac Holzman), qui sera suivi en novembre d'un contrat définitif mentionnant notamment l'enregistrement de sept albums. Le 21 août, lors d'une prestation en résidence au Whisky a Go Go, Jim Morrison, qui a avalé du LSD, et sans doute inspiré par les écrits de Freud sur le complexe d'Œdipe, improvise des paroles sur la section musicale centrale de sa chanson The End : « Father. Yes son? I want to kill you. Mother, I want to fuck you all night long » (« Père. Oui fils ? Je veux te tuer. Mère, je veux te baiser toute la nuit »). Scandalisé, le patron du club jette le groupe dehors sans même leur laisser le temps de terminer le morceau. Ce premier incident inaugure une longue série de provocations transgressives : elles deviennent caractéristiques des Doors et contribuent à forger la légende de Jim Morrison.

#### The Doors: l'album culte (1966–1967)

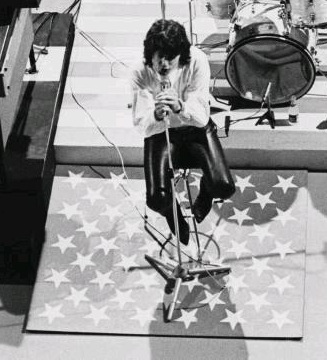
Jim Morrison, The Doors, en concert à Copenhague en 1968.

Au cours du mois de septembre 1966, The Doors enregistrent leur premier album, sobrement intitulé The Doors. L'album, malgré des sessions qualifiées de « chaotiques » par Robby Krieger, est achevé en un mois grâce au professionnalisme acquis par le groupe.
Ce premier album est caractérisé par un son unique résultant de la combinaison du style virevoltant de Manzarek à l’orgue Vox continental, des tonalités jazz de Densmore et des réminiscences de flamenco et de musique indienne apportées par Krieger. Il s'ouvre sur un morceau bref et très rythmé (inspiré de la Bossa-Nova brésilienne), Break on Through (To the Other Side), à valeur de manifeste puisqu'il invite à dépasser les apparences banales et à passer « de l'autre côté » par l'usage de la drogue. Pour promouvoir la chanson, sortie en single en janvier 1967, le groupe décide de sortir un clip tourné en novembre 1966, chose assez rare pour l'époque. Ils sont également le premier groupe à avoir la promotion de leur album sur un grand panneau d'affichage du Sunset Strip. L'album comprend également des titres où la musique met en valeur la qualité poétique des paroles de Morrison (Soul Kitchen ; The Crystal Ship), des chansons plus légères correspondant mieux à l'esprit « rock 'n roll » inspiré par l'insouciance (Twentieth Century Fox ; I Looked at You), et des reprises : Alabama Song (qui est tirée de Grandeur et décadence de la ville de Mahagonny de Kurt Weill, sur des paroles de Bertolt Brecht) et Back Door Man, un blues de Willie Dixon. Le disque s'achève dans la longue composition The End, dont l'atmosphère troublante s'intensifie grâce aux paroles tour à tour mystérieuses (Weird scenes inside the gold mine, Scènes étranges dans la mine d'or), évocatrices (Ride the snake/To the lake/The ancient lake, « Chevauche le serpent/Jusqu'au lac/Le lac primordial ») et scandaleuses (la fameuse « section œdipienne », maintenue textuellement sur l'album).
Si l'album paraît le 4 janvier 1967, les critiques sont d'abord peu enthousiastes. Break on Through (To the Other Side) (avec en face B End of the Night), n'arrive pas à percer dans les charts, n'atteignant que la place 126 des charts Américains (Robby Krieger parlera même de « flop »). Au cours du printemps, Richard Goldstein rédige un article élogieux où il écrit, à propos de The End : « quiconque conteste la notion de littérature rock devrait méditer sur cette chanson ». Pendant ce temps, The Doors continuent à se produire sur scène principalement en Californie, et notamment à San Francisco, où ils partagent l'affiche avec le Grateful Dead et le Jefferson Airplane
Le succès est finalement au rendez-vous au printemps 1967, avec la sortie du single Light My Fire. The Doors ré-enregistrent ce titre présent sur l'album pour finalement garder la version originale. Les paroles sont de Robby Krieger, et non de Jim Morrison (comme ce que croient beaucoup de personnes) et le morceau sera réduit de six à trois minutes afin de pouvoir être sorti en single en avril. Le succès est immédiat : dès le 29 juillet, Light My Fire, véritable hymne à l'amour fou, atteint le n° 1 du Billboard et y reste pendant trois semaines, devenant le titre culte de The Doors. Le groupe est alors acclamé à la fois par la presse adolescente (notamment 16) mais aussi par la presse intellectuelle « sérieuse » (Newsweek, Time, Vogue, etc.), séduite par la qualité lyrique des paroles de Morrison. Il n'était guère fréquent de trouver un groupe de rock qui citât Blake, Brecht ou Freud. Le 17 septembre 1967, The Doors se rendent à New York pour passer dans la très populaire émission télévisée Ed Sullivan Show où ils interprètent notamment Light My Fire. La direction d'antenne exige cependant qu'ils modifient le vers « we couldn't get much higher » (« on ne pourrait pas planer plus haut ») susceptible de choquer l'Amérique bien-pensante. Morrison ne respectera pas les souhaits de la chaîne. Le groupe ne sera plus jamais invité à l'émission par la suite. C'est pendant ce séjour à New York que Joel Brodsky réalise les célèbres photos de Jim Morrison torse nu. Ces photos vont énormément contribuer à façonner l'image d'éphèbe de Morrison et à populariser The Doors aux États-Unis.

#### Strange Days: la confirmation d'un succès (1967)
En octobre 1967, l'album The Doors et le single Light My Fire deviennent tous deux disques d'or. La sortie, au même moment, du deuxième album, Strange Days, contribue à maintenir le groupe sur le devant de la scène. Certains trouveront ce disque beaucoup moins bon que le premier, d'autres y verront une réponse au Sgt. Pepper's Lonely Hearts Club Band des Beatles.
Quoi qu'il en soit, Strange Days exprime, au travers de plusieurs titres, une sensation de malaise, de perte d'identité, de solitude, qui s'accentue au fil de l'album. Strange Days commence l'album et rapporte une idée de jours étranges, comme une histoire d'amour en perdition. You're Lost, Little Girl accentue cet aspect en plus de montrer la fin de la relation tumultueuse. Love Me Two Times serait comme une (re-)demande d'un amoureux à son amour parti et perdu. Malgré tout, le titre reste parmi les plus romantiques et célèbres du groupe. Unhappy Girl laisse percer un sentiment d'urgence et d'imminence, comme Horse Latitudes, poème musical strident qui se teinte même d'agressivité. Sur le titre culminent des impressions de mort. Le poème, écrit par Jim Morrison pendant ses dernières années de lycée, décrit l'épouvante de chevaux jetés à la mer par des marins pour alléger leur navire. Le disque continue et laisse une meilleure impression grâce à des chansons comme Moonlight Drive ou My Eyes Have Seen You. Malgré le fait que People Are Strange rythme l'histoire, le disque s'achève avec un goût amer (I Can't See Your Face In My Mind) et, comme le premier opus, sur une longue composition presque apocalyptique. Avec en introduction le riff de Ray Manzarek, sur son VOX Continental, When the Music's Over, où Morrison exprime, sous sa forme la plus ramassée et la plus dense, la révolte de la fin des sixties contre le puritanisme américain : « Nous voulons le monde et nous le voulons… MAINTENANT ! » Enfin cet album restera célèbre pour son côté très psychédélique.
L'identité complexe de The Doors séduit des foules toujours plus nombreuses de jeunes Américains qui se reconnaissent dans la révolte exprimée par la musique et les paroles du groupe, laquelle s'inscrit dans un mouvement plus ancien et plus général de protest song. Par ailleurs, Jim Morrison pose pour de nombreux magazines, et son physique avantageux fait de lui un sex-symbol aussi adulé que James Dean ou Marilyn Monroe. À cela s'ajoute sa réputation sulfureuse de drogué dionysiaque, d'alcoolique notoire et de poète maudit. Mais ce sont surtout les performances scéniques de Morrison qui conduisent le groupe à une incroyable notoriété.

### Un groupe piégé par le succès

#### Waiting for the Sun: un album inachevé et un chanteur imprévisible (1968)

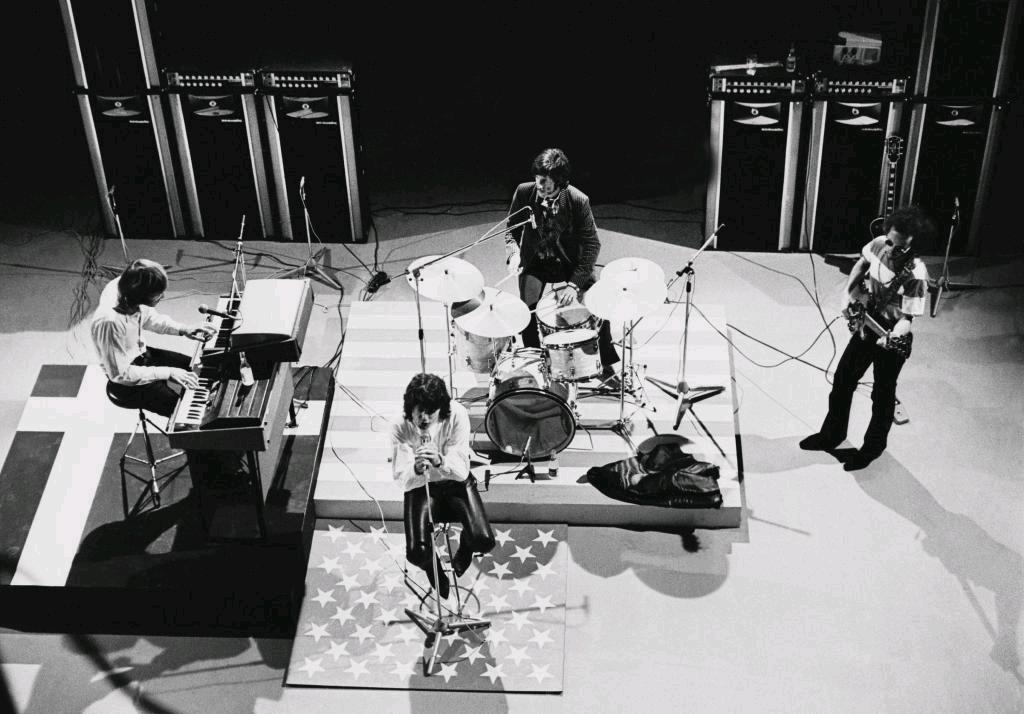
The Doors en concert à Copenhague en 1968.

Jim, qui a étudié l'ouvrage de Gustave Le Bon la Psychologie des foules, sait moduler ses interventions selon le public, s'appuyer sur ses réactions, plaisanter au moment opportun. Il fait rapidement la preuve qu'il peut manipuler le public à son gré : ainsi le 9 décembre 1967, au cours d'un concert à New Haven, Morrison s'arrête de chanter en plein milieu de Back Door Man, s'assoit sur le bord de la scène, allume tranquillement une cigarette puis, alors que le public observe un silence à la fois étonné et respectueux, le chanteur commence à raconter que, juste avant le début du concert, il se trouvait dans les douches des coulisses avec une fille, qu'un policier l'a pris pour un rôdeur mal intentionné et l'a aspergé de gaz irritant. Durant son discours, Morrison appelle le policier le « Petit homme en bleu dans son petit costume bleu, avec son petit képi bleu » et le compare à un « petit cochon bleu ». Parmi les policiers chargés de la sécurité, l'un d'entre eux, qui en a trop entendu, intervient directement sur scène et arrête Morrison pour trouble à l'ordre public. Le public murmure, s'indigne, mais finit par se disperser dans le calme dans les rues de la ville, où il y aura treize arrestations additionnelles.
Ray Manzarek dira plus tard, lors d'une interview, que les policiers ont arrêté Morrison pour être « allé trop loin ». Jim passera la nuit au commissariat de New Haven : il en ressortira une photographie célèbre. Le 10 mai 1968, à Chicago, Morrison va plus loin et transforme le concert en émeute. Pourtant, cette virtuosité de Morrison face à la foule pouvait aussi s'exercer dans une direction radicalement opposée : ainsi le 14 décembre 1968, au début d'un concert à Los Angeles, il parvient, en quelques phrases, à désamorcer l'ambiance explosive et à ramener un calme presque complet. C'est à ce concert que le groupe donnera une des meilleures versions de The Celebration of the Lizard, chanson qu'ils développeront durant l'enregistrement du prochain opus Waiting for the Sun.

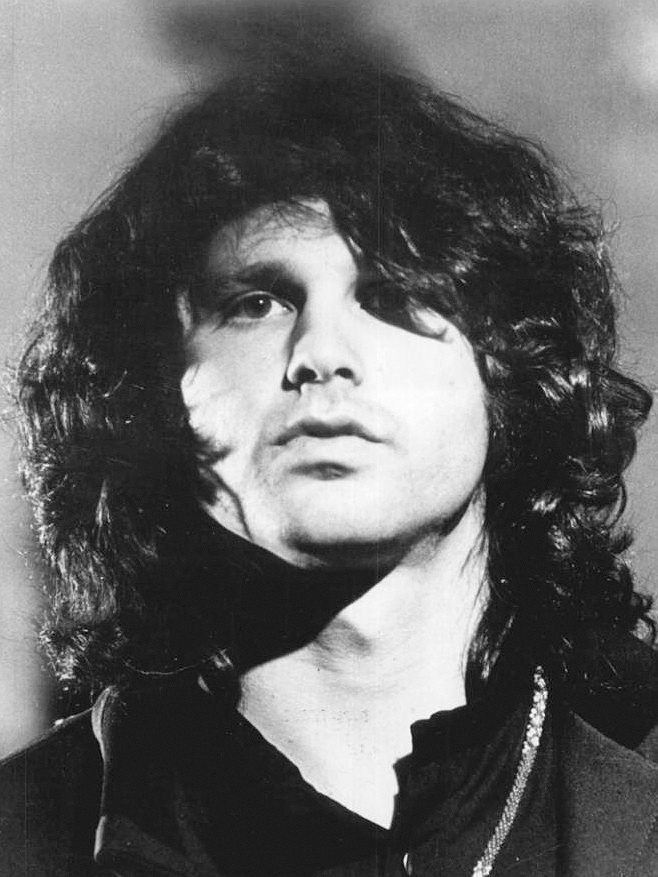
Jim Morrison en 1969.

Le succès de la formation déstabilise profondément Jim Morrison, lequel sombre petit à petit dans l'alcool et la drogue (voir aussi, sur ce point, Jim Morrison). Les concerts des Doors deviennent de plus en plus chaotiques, en fonction de l'état d'ébriété de leur chanteur. Il n'est pas rare de le voir s'écrouler sur scène et insulter le public. Dès mars 1968, les autres membres du groupe se sentent obligés de placer Morrison sous surveillance constante, pour le protéger contre certains excès et intervenir immédiatement en cas de malaise ; ils engagent à cet effet l'artiste new-yorkais Bobby Neuwirth. Au printemps, The Doors enregistrent leur troisième album, Waiting for the Sun, mais les tensions s'avivent au sein du groupe et plusieurs disputes éclatent.
Le chanteur est souvent absent ou imbibé, et n'hésite pas parfois à arriver en studio accompagné d'amis rencontrés lors de ses soirées arrosées. Il y a aussi les difficultés techniques de studio : ainsi, après de longues discussions, le groupe décide de supprimer la très longue chanson, The Celebration of the Lizard, qui devait occuper une face entière de l'album et lui donner son nom. Seule la section centrale du morceau sera conservée sous le titre Not to Touch the Earth. L'album change au passage de nom et devient Waiting for the Sun. Bobby Neuwirth se cachera sous le prétexte de la surveillance de Morrison pour réaliser un film en noir et blanc pour le clip de Not to Touch the Earth. Mais le chanteur des Doors n'est pas dupe et, pour s'en débarrasser, il décide de ne pas sortir Not to Touch the Earth en single, avant de le virer.
Démotivé, en panne d'inspiration, Morrison renâcle de manière de plus en plus marquée : Robby Krieger complète l'album avec trois titres de sa plume (Wintertime Love ; Spanish Caravan ; Yes, the River Knows). Finalement publié au début de juillet 1968, et malgré ces difficultés, l'album est reçu avec enthousiasme par le public, en particulier grâce à la chanson pacifiste The Unknown Soldier dont le dernier vers, « The war is over » (« La guerre est finie »), par sa simplicité même, se transforme rapidement en slogan politique des opposants à la guerre du Viêt Nam. La presse sera beaucoup moins favorable mais le magazine Crawdaddy décrit l'effet de la chanson sur le public de The Fillmore : « La foule des adolescents, libérant plusieurs mois de frustration, exulta en hurlant dans les allées : La guerre est finie ! Les Doors ont arrêté la putain de guerre! » Mais, contrairement à ces propos et à cet enthousiasme de manifestation juvénile, la guerre du Viêt Nam perdure et le vrai hit se révèle être Hello, I Love You, qui ouvre l'album. La chanson a pris la première place dans le Billboard pendant deux semaines et est devenue la meilleure vente depuis Light My Fire. L'album, comme le précédent, sera doté d'une dimension psychédélique avec, en plus, l'utilisation d'instruments acoustiques (piano, guitare acoustique et même basse acoustique).
Cependant, Morrison se détache peu à peu du rock dès le mois de juin. À la stupeur des autres membres de The Doors, qui sont encore tenus contractuellement par Elektra pour trois albums, Morrison leur annonce son intention d'interrompre sa carrière de chanteur. Le claviériste, Ray Manzarek tente de le faire rester six mois de plus, ce que Morrison accepte.

#### Concerts au Hollywood Bowl et en Europe (1968)
Arrivé deux jours au Hollywood Bowl pour le Soundcheck, le groupe s'apprêtera à donner un des concerts les plus mythiques de sa carrière. Et pour cause, ce sera le seul de leur carrière qui sera filmé dans son intégralité. Précédé par Les Chambers Brothers et Steppenwolf, le groupe monte sur scène vers 20 h 30 le soir du 5 juillet 1968 et s'apprête à enflammer le Hollywood tout entier. Commençant le concert par When the Music's Over avec une introduction de presque 2 minutes, le groupe poursuit par leur, très joué, medley Alabama Song (Whisky Bar) / Back Door Man / Five to One. Cette dernière est extraite du dernier album et est très appréciée du public. Apparaitra également la suite et fin de Back Door Man. Le groupe compte poursuivre avec Hello, I Love You mais Morrison les stoppe en entamant un récital poétique tout nouveau. Ce texte est une version antérieure à la chanson The W.A.S.P. (Texas Radio and the Big Beat) qui paraitra sur l'album L.A. Woman.
Le groupe joue, cette fois, Hello, I Love You et fait suivre avec une chanson de l'album Strange Days: Moonlight Drive tournant vite au poème avec Horse Latitudes. Ayant décidé de ne pas jouer The Celebration of the Lizard en entier, le groupe privilégie des extraits comme A Little Game, The Hill Dwellers et Wake Up!, entrecoupés de la chanson Spanish Caravan. Censés terminer sur leur plus gros succès Light My Fire, le groupe est appelé pour un rappel. Donc les Doors font résonner The Unknown Soldier dans le Hollywood Bowl. C'est une mise en scène assez théâtrale où Krieger se transforme en tireur qui assassine Morrison pendant la chanson. Une dernière chanson avant de quitter la scène et ce sera The End. Jim a pris un peu de LSD avant de monter sur scène et celui-ci commence à faire effet. Jim improvise plus qu'à l'habitude et parle à son public d'une sauterelle se trouvant sur scène. Finalement le groupe est ovationné et quitte le Hollywood Bowl serein.
Plusieurs performances suivront notamment au Singer Bowl. Alors que Morrison visionnera les rushes du concert il admettra : « […] voir une série d'événements que je croyais contrôler... Je me suis d'un seul coup rendu compte […] que j'étais seulement la marionnette de nombreuses forces dont je n'avais qu'une vague notion. ». Par la suite, il deviendra de plus en plus prudent dans ses « manipulations » du public.
Les Doors commencent leur toute première tournée européenne avec une apparition à la célèbre émission Top of the Pops le 4 septembre où ils jouent Hello, I Love You pour promouvoir le single en Angleterre et en Europe. Toujours sur Londres le groupe joue deux concerts par soir au Roundhouse pendant deux jours,. Le groupe sera filmé pour les besoins du documentaire The Doors are Open. Changement de direction pour le groupe qui arrive à Francfort pour enregistrer de nouveau Hello, I Love You pour l'émission 4-3-2-1 Hot and Sweet et un concert au Kongresshalle. Mais en quittant l'Allemagne, Morrison prend du hasch que lui a donné un fan et s'évanouit après être intervenu lors du set du Jefferson Airplane au Concertgebouw en Hollande. Le groupe se produit donc sans son leader. Après le retour de Jim Morrison, le groupe entame des concerts à Copenhague et à Stockholm. C'est également durant la tournée que le groupe participe à l'émission Danish TV Special.
En octobre, alors qu'il profite d'un repos à Londres, Morrison fait la connaissance de Michael McClure, poète du mouvement « beat » proche de Jack Kerouac et de Lawrence Ferlinghetti. Morrison semble alors s'orienter vers la poésie (voir sur ce point Jim Morrison). Quand Jim Morrison entend parler de l'île de La Réunion, il réussit à convaincre rapidement Ray Manzarek d'aller y faire un concert privé, au milieu de la forêt, réalisant ainsi un vieux « rêve tropical » racontera-t-il plus tard à un journaliste présent. Le caprice de Morrison est exaucé au tout début de l'année 1969, et les Doors jouent secrètement un concert au milieu du cirque de Mafate, alors que le concert était annoncé public la veille dans un autre endroit sur l'île. C'est ce voyage éclair sur l'île qui aurait inspiré l'écriture du poème Les nuages se fanent, présent sur An American Prayer: Jim Morrison, d'après Greg Shaw. Cependant, aucune trace locale à la Réunion ne semble subsister de ce passage des Doors, ce qui semble très étonnant, et laisse planer un sérieux doute sur la véracité de cette venue à la Réunion, car le cirque de Mafate était peu accessible à l'époque (et l'est toujours), aucune route n'y menant, et en 1969 il n'y avait aucun hélicoptère sur l'île. De plus, aucune des biographies sérieuses du groupe ne mentionne cette visite qui parait improbable à une époque où le groupe était très occupé aux États-Unis. Ce concert à la Réunion parait donc suspect, et aucune preuve n'a été fournie hormis une vidéo publiée sur internet mais clairement trafiquée car prétendument prise à l'aéroport de la Réunion mais en réalité faite d'images prises à l'aéroport de Londres.

#### The Soft Parade: un nouveau son (1968–1969)
Les sessions d'enregistrement pour l'album The Soft Parade commencent durant l'été 1968. Le désintérêt de Morrison pour le rock s'accroît lors de la réalisation de l'album. Il n'écrit que quatre des neuf chansons du disque, les autres étant signées Krieger. Excédé par le vers « Tell all the people « Get your gun » » (dans la chanson Tell All the People de Krieger), Morrison s'indigne : « On ne peut pas conseiller aux gens de prendre leur flingue ! » Aussi exige-t-il que les auteurs des chansons soient identifiés sur la pochette de l'album (jusqu'à présent, toutes les chansons étaient signées The Doors sans autre précision).
La production est très différente des précédentes réalisations du groupe. Paul Rothchild adjoint aux Doors une section cuivres afin de donner un son différent. Cette orchestration et ces arrangements obligent à de longues sessions d'enregistrement qui lassent le chanteur du groupe qui travaille sur d'autres projets personnels. De plus, la réalisation de l'album est plombée par l'incident de Miami. Enfin, la froideur de Morrison envers les autres membres du groupe vire à la colère lorsqu'il découvre que Krieger, Manzarek et Densmore ont accepté de vendre la mélodie de Light My Fire au constructeur automobile Buick en vue d'une publicité. La production de l'album l'éloigne énormément des recettes qui avaient fait le succès des albums précédents.
Pour changer d'air, Morrison enregistre ses poèmes en février 1969, qui deviendront célèbres dans An American Prayer: Jim Morrison. Il rencontre Patricia Kennealy un mois plus tôt lors d'une interview. C'est à cette période que le groupe jouera au Madison Square Garden. Malgré des sessions difficiles (Rock Is Dead) et des dissensions entre Morrison et le groupe, The Soft Parade sort en juillet 1969 et Touch Me devient la troisième meilleure vente du groupe. À sa sortie, l'accueil est mitigé, mais l'album devient quand même disque d'or grâce à son public soutenant Morrison dans son procès pour Miami.

#### Concert de Miami (1969)

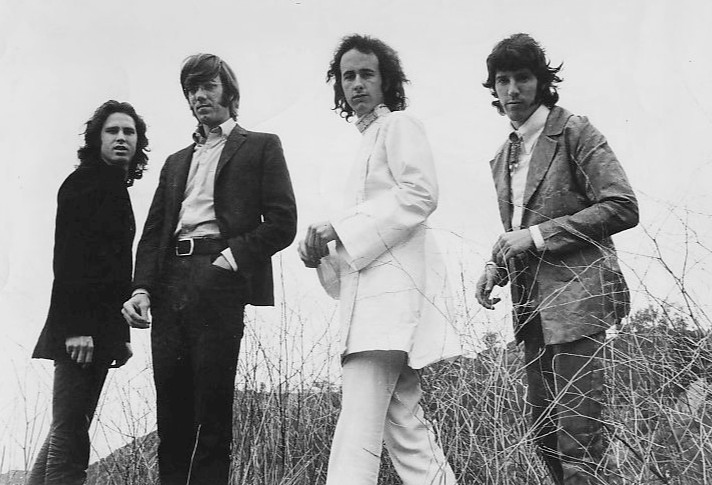
The Doors en 1969.

Le 1er mars 1969, Jim arrive avec plus d'une heure de retard au concert prévu à Miami, au Dinner Key Auditorium, un hangar de la Pan American World Airways, transformé en salle de spectacle. La chaleur y est étouffante du fait que la salle ne possède pas d'air conditionné. Ken Collier, le promoteur du concert avait vendu deux fois plus de places que la salle ne pouvait en accueillir et des disputes éclatent entre Bill Siddons et Ken Collier, pendant que certaines personnes sans tickets essayent d'escalader les murs pour passer par les fenêtres du deuxième étage,. Initialement prévue pour contenir à peu près 7 000 personnes, la salle en contient près de 12 000.
Le groupe tarde à commencer son spectacle, Jim Morrison n'étant pas encore arrivé dans la salle. Ce dernier revient d'un court séjour passé avec Pamela Courson aux Caraïbes. Avant de partir prendre son avion, le chanteur s'était disputé avec sa compagne cosmique, comme il aimait l'appeler. Conséquence : le poète rate son avion. Pour attendre le prochain, il se trouve un bar à l'aéroport et commence à boire. Mais Morrison rate une seconde fois son avion, et recommence à boire en attendant le troisième. Le groupe, ne voulant plus attendre, commence à jouer quelques versions instrumentales de sa chanson Break On Through. C'est finalement un Jim Morrison barbu et ivre mort qui arrive avec plus d'une heure de retard. Le groupe entame son répertoire, mais Morrison se révèle incapable de chanter une seule chanson dans son intégralité, s'interrompant sans cesse pour digresser, plaisanter, traiter le public de « bunch of slaves » (« bandes d'esclaves »), de « bunch of idiots » (« bandes d'abrutis »). Pendant la chanson Five to One, il s'interrompt et invective la foule : « How long are you gonna let it go on ? Lettin' people push you around ? How long d'ya think it's gonna last ? Maybe you like it, maybe you like being pushed around... Maybe you love it, maybe you love gettin' you face stuck in the shit... »(« Combien de temps allez-vous vous laisser faire ? Vous laissez les gens vous bousculer. Combien de temps cela va-t-il encore durer à votre avis ? Peut-être que vous aimez ça, peut-être que vous aimez qu'on vous bouscule... Peut-être même que vous adorez ça, que vous adorez qu'on vous mette la tête dans la merde... »). Un peu plus tard pendant le concert, Jim simule une fellation à Robby Krieger, accroché à sa guitare.

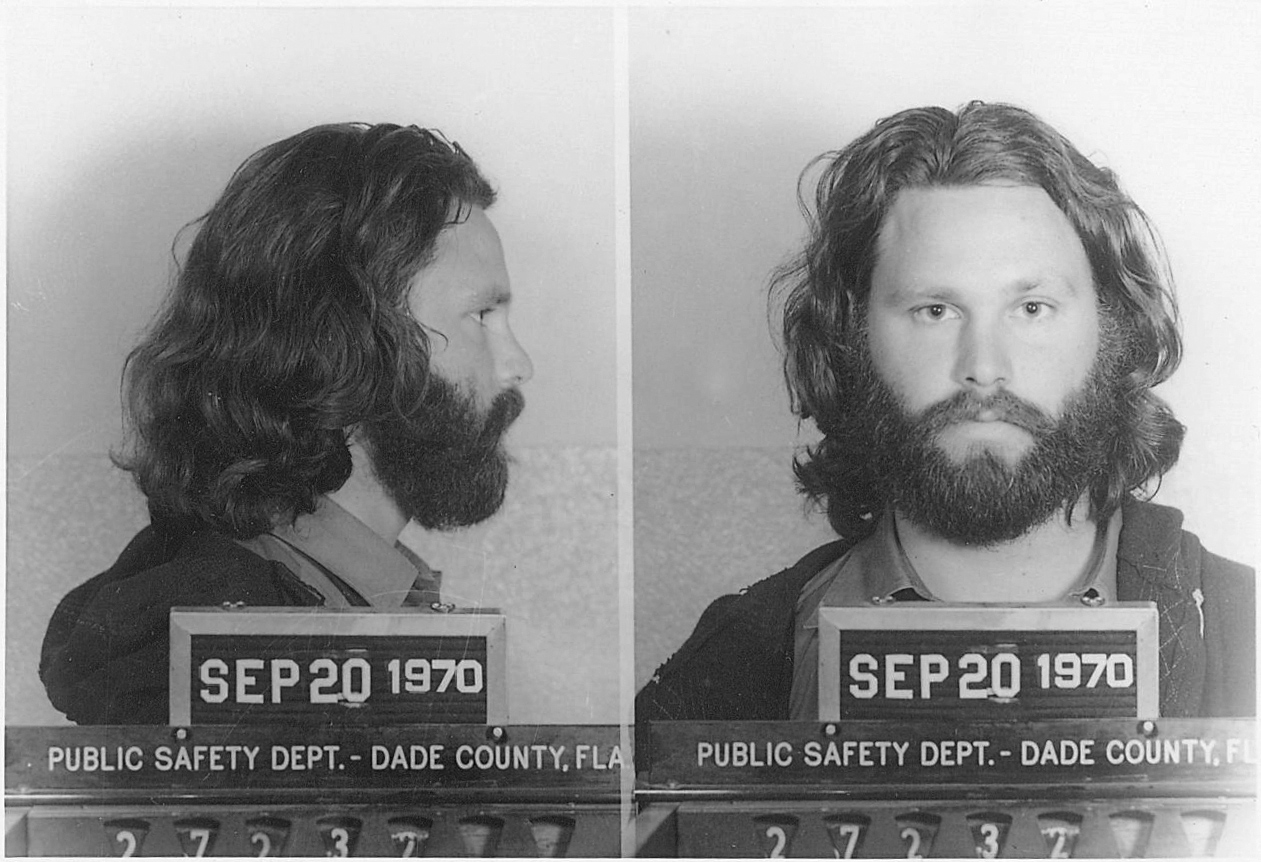
Photographie de Jim Morrison prise par la police de Miami le 20 septembre 1970 pour « comportement indécent », « nudité publique », « outrage aux bonnes mœurs » et « ivresse publique ».

Puis intervient l'incident fatal : reprenant un de ses « discours » bien rodés pour manipuler le public, Morrison annonce : « Nous sommes là pour jouer de la musique, mais ça ne vous suffit pas, pas vrai ? Vous en voulez plus... Vous voulez quelque chose de plus... ». Taquinant encore la foule, et enlevant sa chemise, il finit par annoncer au public qu'il va montrer son pénis. Une extrême confusion régnait à ce moment dans la salle de concert. Après quelques minutes, Jim Morrison se jette dans la foule et poursuit son set au milieu du public. Le groupe rejoint les loges et, le lendemain, quitte Miami pour trois jours de repos en Jamaïque. Le 3 mars, le Miami Herald publie un article incendiaire contre le groupe, consécutif à la performance au Dinner Key Auditorium. Le journal accuse Jim Morrison de s'être masturbé en public, d'avoir tenu des propos obscènes et fait des appels à l'émeute et de s'être exposé de manière indécente. Dans le même temps, le journal appelle à une « réaction contre l'obscénité ».
Le 5, Jim Morrison est inculpé sous quatre chefs : « comportement indécent », « nudité publique », « outrage aux bonnes mœurs » et « ivresse publique ». Dans la foulée, les concerts à Jacksonville, Dallas, Pittsburgh, Providence, Philadelphie, Cincinnati, Cleveland, Détroit, sont annulés. Il faut attendre le mois de juin pour que l'agitation se calme un peu, et que Chicago, puis Minneapolis, accueillent The Doors. Dans cette atmosphère tendue, la sortie de The Soft Parade, en juillet, passe presque inaperçue. Pourtant, de nombreux doutes subsistent quant au fait que Jim Morrison ait réellement exposé son sexe en public. De nombreux témoins s'accordent pour dire qu'il n'a jamais montré son sexe. Les membres du groupe (ainsi que ceux du groupe Echo qui faisaient la première partie) ont toujours démenti que Morrison ait exhibé son pénis, de même que la centaine de journalistes présents. De plus, alors qu'il existe de nombreuses photos du concert, il n'en existe aucune montrant l'acte incriminé. Quant à Morrison, il déclarera plus tard qu'il ne se souvenait plus, qu'il était bien trop ivre pour se souvenir.
Le 9 novembre, comparaissant devant les juridictions de Floride, lors d'une audience préliminaire, Morrison décide de plaider non coupable. Le procès commencera en août 1970 et se soldera, le mois suivant, par la relaxe pour les chefs de « comportement indécent » et « d'ivresse sur la voie publique », mais assorti d'une condamnation à huit mois de prison et à une amende de cinq cents dollars pour les deux autres chefs d'accusation, dont il est reconnu coupable.

### Renouveau

#### Morrison Hotel: retour de Jim Morrison aux affaires (1969)

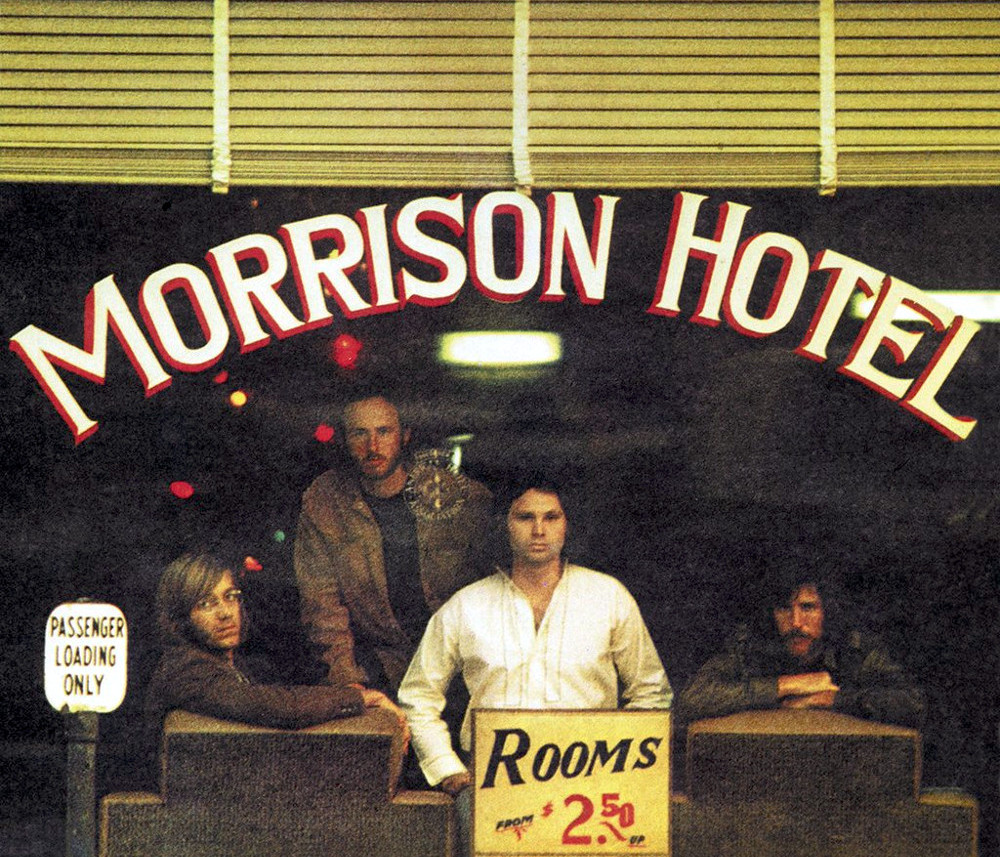
The Doors - Pochette de Morrison Hotel, leur 5e album sorti le 9 février 1970, du nom d'un hôtel homonyme de celui de leur chanteur soliste et croisé par hasard sur leur route, comme un clin d’œil du destin.

Le 28 avril 1969, apparait un Jim Morrison barbu et sans ses pantalons en cuir lors de l'émission Critique sur la chaîne PBS. La chaine avait séduit Jim et les autres Doors pour les faire jouer de nouveau ensemble. Jim aimait le concept de ne pas censurer les chansons à la télévision (Sa chanson Build Me a Woman contenant des paroles vulgaires). Le groupe donnera le meilleur de lui-même ce jour-là. Le lendemain, le groupe donnera une interview pour la chaîne. Jim y prédit l'avenir de la musique : « I can envision one person, with tapes and electronic set-ups, singing or speaking and using machines » (« Je peux prévoir (/envisager) une personne, avec des bandes électromagnétiques et des configurations électroniques, chantant ou parlant et utilisant des machines »). Et c'est en juin que le groupe reprend les concerts aux États-Unis. Mais c'est en juillet que le groupe réalise une de ses meilleures performances, voulant enregistrer un album live, le groupe se produira pour deux sets le 21 juillet 1969 et une répétition le lendemain au Aquarius Theatre à Los Angeles. Mais la production du groupe trouve qu'il n'y a pas le matériel suffisant pour un album live et décide d'enregistrer de nouveaux concerts,.
Le 13 septembre 1969, les Doors sont les têtes d'affiches du Toronto Rock and Roll Revival qui se tient au Varsity Stadium de Toronto devant plus de 20 000 personnes. À cette occasion, ils croisent notamment Alice Cooper, Chicago, Eric Clapton, John Lennon (dont c'est le premier concert sans les Beatles) et son Plastic Ono Band. Avant d'entamer leur dernier morceau The End, Jim rend hommage à Bo Diddley, Jerry Lee Lewis, Chuck Berry, Little Richard et Gene Vincent, qui ont précédé le groupe ce jour-là en déclarant à l'audience : « Je me souviens que gamin, quand le rock and roll est apparu, ce fut pour moi une expérience vraiment libératrice. Cela m'a violemment ouvert à d'étranges et nouvelles catacombes de sagesse dont je ne voyais aucun équivalent autour de moi. Et ce soir, ce fut réellement un grand honneur de partager la même scène avec tant d'illustres génies musicaux. »
Le groupe commence, courant septembre, à enregistrer un cinquième album. Morrison Hotel paraît en février 1970 avec un groupe au mieux de sa forme. Militant pour les engagements typiques du mouvement hippie (Ship of Fools traite de la dégradation de l'environnement), l'album renoue musicalement avec une tradition rock plus classique (Roadhouse Blues) traitant des thèmes comme l'amour (You Make Me Real ; Queen of the Highway ; Blue Sunday ; Indian Summer), sans abandonner des compositions plus élaborées aux paroles portant le lyrisme caractéristique de Morrison (Waiting for the Sun ; Land Ho!), ainsi que le sentiment de malaise qui dominait Strange Days (Peace Frog ; The Spy). Le disque reçoit des critiques extrêmement élogieuses, lesquelles n'hésitent pas à parler du « retour » de The Doors. Mieux encore, Morrison est l'auteur de toutes les compositions de l'album (certaines coécrites avec Krieger), ce qui le fera renouer avec son amour pour la poésie, qui commence à prendre de plus en plus de place dans sa vie.
Le groupe, privé de concerts à cause de l'incident de Miami, n'a plus qu'une envie : retrouver la scène. Ils décident d'organiser une mini-tournée de 2 mois (janvier et février) pendant laquelle ils joueront presque la totalité de leur nouvel album (éliminant certaines de leurs compositions comme Waiting for the Sun, Queen of the Highway et Indian Summer jugées pas assez adaptées à la scène par le groupe). Le groupe arrive à New York pour les premières répétitions de la tournée et les premiers concerts. Il est su de cette période que Jim Morrison voit beaucoup la journaliste Patricia Kennealy durant les répétitions notamment. Les concerts commencent dans une salle réorganisée dans le Madison Square Garden, que l'on nommera par la suite Felt Forum,, Morrison préférant les petites audiences plutôt que les gros concerts dans les stades. La tournée se poursuivra notamment à San Francisco,, Long Beach, Cleveland, et Chicago. En mars-avril 1970, les Doors ont même des idées pour une tournée au Japon et ce avec l'aide la compagne de Ray Manzarek, elle-même japonaise. Mais cette idée oppose de nouveaux conflits au sein du groupe qui préfère jouer en Amérique du Nord.

#### Absolutely Liveet fin des tournées (1969–1970)
Ayant commencé à enregistrer pour un album live dès juillet 1969, le groupe continuera d'enregistrer un total de 6 concerts pour compléter l'album. Enregistrant les concerts du Felt Forum, mais aussi à Philadelphie, Pittsburgh et Détroit. Mais un évènement imprévu va de nouveau ralentir la carrière du groupe : lors d'un concert (enregistré) à Boston Morrison arrive de nouveau ivre sur scène. Ce qui ne jouera pas en sa faveur lors du procès de Miami. L'album est finalisé en juillet 1970 et contient des morceaux inédits pour un public n'étant pas présent aux concerts du groupe (Love Hides, Build Me a Woman, Universal Mind, Dead Cats, Dead Rats et The Celebration of the Lizard). L'album contient aussi de nombreuses reprises comme Close to You qui est chantée par Ray Manzarek. Malgré tout l'album n'a pas le succès attendu par Elektra et se vend moins bien que les autres albums du groupe (250 000 ventes aux États-Unis). En y ajoutant un Jim Morrison qui n'apprécie guère la pochette car il y est mis en avant par rapport aux autres Doors. Ce sera tout de même le sixième disque d'or du groupe.
En mai 1970, le groupe libéré des enregistrements d'Absolutely Live et leur dernière tournée achevée, continue l'année avec des concerts un peu partout aux États-Unis. Mais Morrison a la tête ailleurs : il veut devenir un vrai poète reconnu. En attendant, le groupe se produit en juin à Seattle et à Vancouver au Canada. Jim fera par la suite sa première visite à Paris. Il est notamment aperçu à Chambord sur le tournage du film Peau d'âne, de Jacques Demy, où il rend visite à son amie Agnès Varda. En juillet, le groupe désire mettre au point une tournée au Japon pour le mois suivant. Mais une nouvelle fois, le groupe n'en fera rien. À cette époque, il n'est pas rare d'apercevoir Jim rejoindre des amis sur scène comme le 15 août 1970 où il rejoint Canned Heat à Miami. C'est durant le mois d'août que Jim lâche ses dernières forces dans les concerts du groupe. Après deux concerts à Bakersfield et à San Diego, le groupe s'envole le 28 août pour Londres, afin de participer au festival de l'île de Wight.
Ils montent sur scène dans la nuit du samedi 29 au dimanche 30 août aux alentours de deux heures du matin, précédés du groupe Emerson, Lake and Palmer et suivi par les Who. Une nouvelle tournée, cette fois-ci en Europe, sera annulée à cause du procès de Miami. L'automne 1970, gâté par le procès de Jim Morrison, retarde les répétitions pour le sixième album, lesquelles ne commencent qu'en novembre. Le 8 décembre, le jour de son vingt-septième anniversaire, Jim se rend au studio et enregistre une lecture de certains de ses poèmes. Les 11 et 12 décembre, The Doors donnent leurs derniers concerts avec Jim Morrison à Dallas et à La Nouvelle-Orléans. D'après la biographie de Danny Sugerman et de Jerry Hopkins No One Here Gets Out Alive, « Dallas était le meilleur, Miami, le pire et New Orleans le dernier » en référence à la piètre performance du groupe ce soir-là.

#### L.A Woman: dernier album avec Jim Morrison (1971)
Fin décembre 1970 et début janvier 1971, The Doors enregistrent leur sixième album, L.A. Woman. Ce dernier opus avec Morrison prend une tonalité beaucoup plus sombre (Cars hiss By My Window ; Been Down So Long) et inspirée par le blues (Cars hiss by my window ; Crawling king snake), malgré quelques morceaux purement rock (The Changeling ; Love Her Madly) et une composition où la musique éclaire l'un des meilleurs textes de Morrison, The W.A.S.P. (Texas Radio and the Big Beat). Une critique unanime salue le disque, souvent considéré comme le meilleur du groupe. Pourtant, la décision de Jim apparaît désormais irrévocable : il choisit d'abandonner la carrière de chanteur rock, de réduire sa consommation d'alcool, et de se consacrer à la production de films tout en poursuivant son travail poétique, déjà solidement lancé par les encouragements de Michael McClure et par la publication en avril 1970, chez Simon & Schuster, d'un double recueil, The Lords and the New Creatures (voir Jim Morrison).

### Fin du groupe

#### Décès de Jim Morrison (1971)

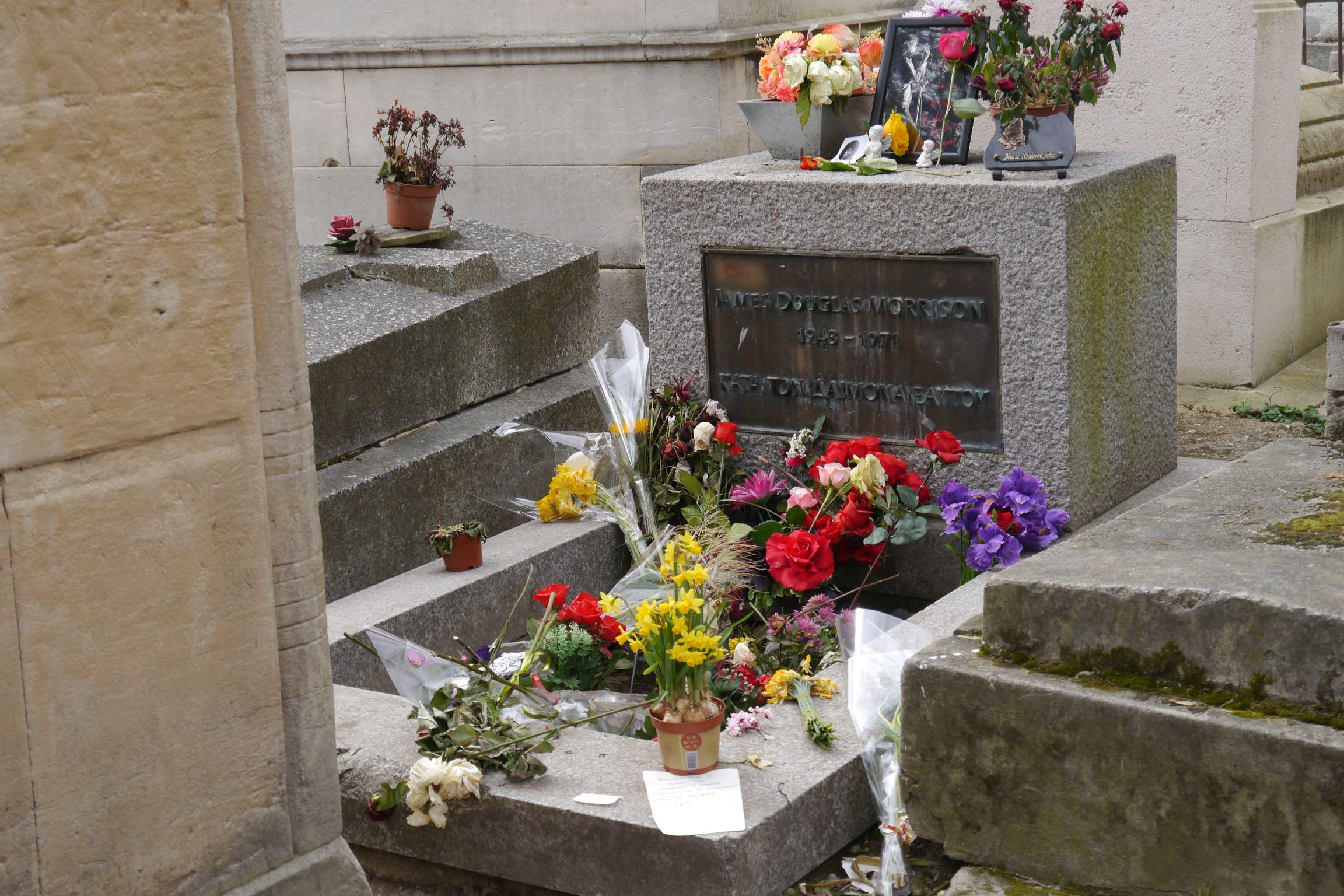
La tombe de Jim Morrison au cimetière du Père-Lachaise.

En mars 1971, Jim Morrison s'installe avec sa compagne Pamela Courson à Paris. En liberté conditionnelle en attente du verdict de la Cour d'appel à la suite de l'affaire du concert de Miami, son départ vers la France est illégal. Jim Morrison espère pouvoir oublier l'Amérique, sa propre image de rock star, pour se concentrer sur sa création poétique. Il souhaite également décrocher de ses addictions à l'alcool et à la cocaïne,. Sa santé est, à ce moment, préoccupante : il est sujet à des quintes de toux dues à une pneumonie, crache du sang et boite après une chute au Château Marmont à Los Angeles. Après les décès tragiques de Brian Jones, Jimi Hendrix et Janis Joplin, il se désigne volontiers comme le suivant de la liste. Mais pour lui, Paris est la ville lumière, la patrie de nombreux écrivains qui l’ont influencé, la terre d’asile d’Henry Miller et d’Ernest Hemingway. Jim Morrison est à la recherche d’un nouveau départ, d’un nouveau souffle. Il s'installe un temps à l'hôtel Georges V avant de trouver une location au 17, rue Beautreillis. À Paris, Jim Morrison passe ses journées à errer dans les rues, fréquente les cafés et fait la connaissance d'un journaliste de Best, Hervé Muller. Il renoue aussi des relations avec Alain Ronay, un étudiant français qu'il avait connu à l'UCLA. Néanmoins, il garde contact avec les Doors et la musique. Lorsque John Densmore lui apprend au téléphone que leur dernier album L.A. Woman, vient de remporter un disque d’or, il en est ravi.
Les autres membres du groupe, quant à eux, prennent quelques vacances et évoquent la possibilité d'un septième album. Le 5 juillet, pourtant, une rumeur court à Los Angeles selon laquelle Jim serait décédé. Dépêché sur place dès le 6, Bill Siddons, le manager de The Doors ne peut que confirmer : Jim Morrison est mort dans la nuit du 2 au 3 juillet, officiellement d'une crise cardiaque dans sa baignoire, selon l'avis de décès. Selon la version de Pamela Courson, Jim et elle auraient visionné des films et écouté des disques des Doors jusque tard dans la nuit du 2 au 3 juillet. Pris de nausées et vomissant du sang, Jim aurait pris un bain pendant que sa compagne serait allée se recoucher. Pamela le retrouvera à 5 heures, inanimé, et les pompiers constateront le décès du chanteur quelques heures plus tard
Parce qu'il n'y a pas eu d'autopsie, parce que Bill Siddons n'a pas vu le cadavre de Morrison (mais seulement son cercueil), parce que la nouvelle sera étouffée pendant quelques jours, les circonstances et les causes du décès de Jim Morrison ne cesseront par la suite d'alimenter des polémiques et des rumeurs. La plus répandue est que Jim Morrison soit décédé d'une overdose d'héroïne. De nombreux témoignages affirment que Jim Morrison s'est rendu dans la nuit du 2 au 3 juillet dans une boîte de nuit, le Rock'n'Roll Circus, pour y acheter de l'héroïne (pour sa compagne) et qu'il aurait succombé à une overdose dans les toilettes de la boîte. Pour éviter une fermeture de la boîte, le corps aurait été ramené dans l'appartement du chanteur et placé dans un bain, soit pour faire croire à un accident, soit pour tenter de le ranimer. Même si cette version est contestée, Marianne Faithfull a confirmé en 2014 que Jim Morrison a succombé à une overdose d'héroïne fournie par son compagnon de l'époque, Jean de Breteuil (décédé en 1972 d'une overdose d'héroïne), connu pour être à l'époque l'un des fournisseurs de drogue de la jet-set française,. Jim Morrison est enterré dans une grande discrétion le 7 juillet, au cimetière du Père-Lachaise, à Paris. Aucun des membres des Doors n'est présent.
Par ailleurs, Sam Bernett, à l'époque gérant de la boîte de nuit Rock'Roll Circus où Jim avait l'habitude de venir, a affirmé bien des années plus tard, lors d'une interview au quotidien Ouest France en 2013, ce qu'il avait déjà dit dans son ouvrage, à savoir que cette nuit-là Jim Morrison avait bien passé plusieurs heures dans son établissement et qu'il avait été appelé par un membre du personnel car Jim Morrison était enfermé depuis un moment dans les toilettes des hommes. Une fois la porte défoncée par le videur, il affirme qu'il a bien vu Jim Morrison effondré sur la cuvette des toilettes, et qu'il était bien déjà décédé d'une overdose selon un client médecin qui était sur place. Puis des personnes sont venues le chercher et l'ont emmené, probablement vers la rue Beautreillis. D'après Sam Bernett, Jim Morrison serait donc bien décédé dans cet établissement, mais pour éviter des ennuis avec la police, il a été jugé préférable de ne pas déclarer le décès à cet endroit.
La mort de Jim Morrison intervient dans un climat politique difficile aux États-Unis. L'opposition à Richard Nixon et à la guerre du Viêt Nam grandit, et plusieurs rock-stars (Jimi Hendrix, Janis Joplin) sont mortes elles aussi d'overdose, tandis que les deux leaders du mouvement afro-américain, Malcolm X et Martin Luther King ont été assassinés.
Il semblait inévitable que ce décès prématuré, ces obsèques précipitées sans même une autopsie pour déterminer les causes de la mort, dans un pays étranger de surcroît, provoquassent des rumeurs et de nombreuses interrogations. Plusieurs thèses s'affrontent. Certains prétendent que la CIA avait une « liste noire » de personnalités charismatiques « dangereuses », pour ne pas dire « à abattre », et que Jim Morrison figurait sur cette liste (comme Jimi Hendrix et Janis Joplin). D'autres encore prétendent que Morrison aurait en fait orchestré un « décès fictif » destiné à couvrir sa fuite, et qu'il serait toujours vivant.
L'hypothèse d'un simple arrêt du cœur à la suite d'une vie d'excès (Morrison se vantait d'avoir pris deux cents fois de l'acide) paraît encore la plus vraisemblable : il reste néanmoins que cette mort mystérieuse, à un âge si peu avancé, dans le pays même qui vit naître Rimbaud, ne pouvait qu'ajouter à la légende de Jim Morrison et contribuer à lui offrir une aura de « poète maudit » que plus rien ne pourra contredire aujourd'hui puisque le seul témoin direct, Pamela Courson, est décédée d'une overdose d'héroïne en 1974.

#### Derniers albums et fin du groupe (1972-1978)
Les membres restants tentèrent malgré tout de faire survivre le groupe après le départ de Jim Morrison. Ils enregistrent donc de nouvelles chansons et attendaient son retour pour les finaliser. Mais la mort du chanteur change la donne à jamais pour le groupe qui doit désormais continuer sans lui, et dont le chant est désormais assuré par Ray et Robby. Ainsi, les trois membres réalisent deux albums, Other Voices (1971) et Full Circle (1972). Mais ces deux disques sont boudés par le public, ce qui pousse le groupe à l'éclatement.
Le groupe se reforme brièvement en 1978 pour composer des morceaux qui serviront de support mélodique aux enregistrements de poèmes réalisés par Morrison le 8 décembre 1970, et publiés en disque sous le titre An American Prayer: Jim Morrison. Ce sera le dernier album du groupe paru sous le nom de The Doors & Jim Morrison.

#### Post-séparation
L'intérêt pour The Doors fut ensuite relancé par Oliver Stone qui consacra, en 1991, son film The Doors au parcours du groupe, en s'inspirant de la biographie de Jim Morrison écrite en 1980 par Jerry Hopkins et Danny Sugerman, No One Here Gets Out Alive (Personne ne sortira d'ici vivant).
À la fin de 2002, Manzarek et Krieger ont voulu réutiliser le répertoire des Doors en recrutant Ian Astbury du groupe The Cult au chant, le batteur Ty Dennis et le bassiste Angelo Barbera, ces deux derniers faisant partie du Robby Krieger Band. En 2005, le groupe se renomme du titre d'une de leur plus célèbre chanson, Riders on the Storm, à la suite de problèmes de droits avec les héritiers Morrison et John Densmore. Densmore s'est souvent confronté aux deux autres membres survivants des Doors, qu'il accuse de dilapider l'héritage et la philosophie originelle des Doors. Il s'est ainsi opposé en 2002, à l'utilisation par Cadillac de Break on Through (To the Other Side) pour 15 millions de dollars, à cause de ses positions sur l'environnement et a refusé l'utilisation d'une chanson par Apple pour quatre millions de dollars. Il a également interdit aux deux autres membres d'utiliser le nom de The Doors.
En 2011, Ray Manzarek, Robby Krieger et John Densmore participent à la chanson Breakin' a Sweat qui figure sur l'EP Bangarang de Skrillex. Ils y apparaissent sous le nom de The Doors.
Ray Manzarek meurt à l'hôpital le 20 mai 2013 à la clinique de Rosenheim en Allemagne, entouré de sa femme et de sa famille, « après une longue bataille contre le cancer des voies biliaires », selon le communiqué. Selon des propos cités, Robby Krieger s’est dit « profondément attristé d’apprendre la disparition de son ami » et a dit avoir été « heureux » d’avoir pu jouer avec lui les classiques des Doors ces dix dernières années. « Ray était une part énorme de ma vie et il me manquera toujours », a-t-il dit. Son manager, Tom Vitorino, a dit à l’AFP que le musicien était « hors du commun » et « allait manquer ».

#### The Doors: Box Set
À l'occasion du 30e anniversaire des Doors en 1997, Paul A. Rothchild et les 3 membres du groupe s'unissent pour créer « The Doors: Box Set », une compilation de morceaux inachevés, d'inédits, d'enregistrement studio, de live et de versions différentes de certains morceaux.
Sur cette compilation de 4 CD on trouve : CD1 (dénommé Without a Safety Net) : des enregistrements live de quelques morceaux des Doors, et des enregistrements studios ; CD2 (dénommé Live in New York) : le live à New York enregistré au Madison Square Garden en 1970 ; CD3 (dénommé The Future Ain't What It Used to Be) : même genre de contenu que le CD1 ; et enfin CD4 (dénommé Band Favorites) : où l'on peut écouter les 5 morceaux favoris du groupe de chacun des membres restants (Ray Manzarek-Robby Krieger-John Densmore). Cette compilation est vendue sous deux formes : une version de 2 fois 2 CD (soit deux boîtes différentes) et une version en 4 CD.

## Cinéma
The Doors a été le sujet d'un film d'Oliver Stone en 1991, simplement intitulé The Doors. Le film retrace de manière romancée la carrière du groupe, avec Val Kilmer dans le rôle de Jim Morrison et Kyle MacLachlan dans celui de Ray Manzarek.
Brian De Palma a envisagé, dans le début des années 1980, de réaliser un film sur The Doors avec John Travolta intitulé Fire, mais le projet sera modifié puis abandonné devant l'impossibilité d'obtenir les droits des chansons.
Les chansons du groupe ont été employées dans de nombreux films. On peut notamment citer :
- Who's That Knocking at My Door (Martin Scorsese, 1967), durant la scène dans le bordel d'Amsterdam
- Apocalypse Now (Francis Ford Coppola, 1979) : à l'origine, Coppola, passionné des Doors, voulait faire une bande-son composée exclusivement de chansons du groupe. Finalement, la chanson The End ouvre le film et instaure d'entrée un climat psychédélique. Elle est encore utilisée pour la scène paroxysmique du film (le meurtre de Kurtz) vers la fin.
- Forrest Gump (Robert Zemeckis, 1994) : la majeure partie du passage de Forrest au Viêt Nam est ponctué par les Doors. On peut entendre notamment Break on Through (To the Other Side), People Are Strange, Hello, I Love You, Soul Kitchen, ou encore Love Her Madly.
- On peut également noter dans certains épisodes des Simpson de brèves apparitions des Doors.
- Dans The Minions (Kyle Balda, 2015) on entend Break on Through (To the Other Side).

En 2010, les Doors reviennent au cinéma dans un documentaire de Tom DiCillo narré par Johnny Depp intitulé When You're Strange.
Ce film comprend des extraits d'archives de concerts des Doors ainsi que des extraits vidéo de la guerre du Vietnam, des marches de Martin Luther King et des défilés de J.F Kennedy. Il retrace le parcours complet des Doors, ainsi que les passages sombres de la carrière du leader, Jim Morrison.
Un film américain, inspiré par la fin de vie de Morrison à Paris, en présente une version très romancée, voire totalement imaginaire. Il s'agit de The Last Beat  (« Le dernier battement/La dernière pulsation »), réalisé en 2011 par Robert Saitzyk et finalement tourné à Buenos Aires, avec Shawn Andrews (en), Virginie Ledoyen et Cyndi Lauper dans les rôles principaux, et qui devait sortir en 2013 aux États-Unis. Le film est décrit comme un portrait érotique, lyrique et musical d’un personnage fictif, une star du rock américain nommé Jay Douglas, aux ambitions poétiques, et impliqué dans un triangle amoureux (on sait que Jim Morrison partagea sa vie amoureuse entre Pamela Courson et Patricia Kennealy, mais il semble que ce ne fut pas le cas à Paris). En fait, cette vision est plutôt éloignée de la réalité de ce qu'ont été les quatre mois d'exil de Jim Morrison à Paris au printemps 1971, soit les derniers mois de sa vie, et il est juste qu'aucun personnage ne soit nommé comme les protagonistes réels de l'histoire. Les autres acteurs en sont : Cameron Richardson (qui joue "Valerie Eason", soit Pamela Courson, l'amour au long cours de Morrison), Martha Higareda, Kevin Corrigan, Seymour Cassell (en), et Aasha Davis (en). On pourra écouter deux extraits de chansons recréées dans le film et voir des images du film, notamment celle du couple principal, et une affiche directement inspirée de la couverture de l'album Waiting for the Sun, sur le site web Collider.
À la télévision, une affiche du film d'Oliver Stone en 1991 est omniprésente dans la série Hélène et les Garçons ainsi que ses spin-off et d'autres sitcoms d'AB et JLA Productions (tel que Le Groupe).

## Membres
- Jim Morrison - chant, tambourin, maracas, harmonica
- Ray Manzarek - chant, orgue Vox Continental, orgue Hammond, piano électrique Fender Rhodes, piano basse Rhodes, chœurs
- Robby Krieger - chant, guitare électrique, basse, chœurs
- John Densmore - batterie, percussions, chœurs

### Bassistes en studio
L'une des particularités de The Doors est l'absence de bassiste en son sein : en concert, Ray Manzarek assure les parties de basse sur son piano basse Fender Rhodes. Toutefois, les musiciens font appel à de nombreux bassistes pour l'enregistrement de leurs albums en studio.
- Larry Knechtel : sur l'album The Doors, sur les titres Soul Kitchen, Twentieth Century Fox, Light My Fire, Back Door Man, I Looked at You, Take It As It Comes et The End
- Doug Lubahn :
  - album Strange Days, sur les titres Strange Days, You're Lost Little Girl, Love Me Two Times, Horses Lattitudes (participation mineure), Moonlight Drive, People Are Strange, My Eyes Have Seen You et I Can't See Your Face in My Mind
  - album Waiting For The Sun, titres Hello, I Love You, Love Street, Not to Touch the Earth, Summer's Almost gone, Wintertime Love, Spanish Caravan (basse électrique), We Could Be So Good Together, Yes, the River Knows et Five to One
  - album The Soft Parade, titres Easy Ride, Wild Child et Wishful Sinful
- Kerry Magness : album Waiting For The Sun, titre The Unknown Soldier
- Leroy Vinnegar : album Waiting For The Sun, titre Spanish Caravan (basse acoustique)
- Harvey Brooks : album The Soft Parade, titres Tell All the People, Touch Me, Shaman's Blues, Do It, Runnin' Blue, The Soft Parade et Who Scared You?
- Lonnie Mack : album Morrison Hotel, titres Roadhouse Blues et Maggie M'Gill
- Ray Neapolitan :
  - album Morrison Hotel, titres Waiting for the Sun, You Make Me Real, Peace Frog / Blue Sunday, Ship of Fools, Land Ho!, The Spy et Queen of the Highway
  - album Other Voices, titre Ships w/ Sails
- Jerry Scheff :
  - album L.A. Woman dans son intégralité
  - album Other Voices, titres Down on the Farm, I'm Horny, I'm Stoned et Wandering Musician
  - album An American Prayer: Jim Morrison, titre A Feast of Friends
- Jack Conrad :
  - album Other Voices, titres In the Eye of the Sun, Variety Is the Spice of Life et Tightrope Ride
  - album Full Circle, titres 4 Billion Souls, Good Rockin', The Piano Bird et The Peking King and the New York Queen
- Wolfgang Melz : album Other Voices, titre Hang On to Your Life
- Willie Ruff : album Other Voices, titre Ships w/ Sails
- Chris Ethridge : album Full Circle, titre Get Up and Dance
- Charles Larkey : album Full Circle, titres Verdilac et The Piano Bird
- Leland Sklar : album Full Circle, titres The Mosquito, Hardwood Floor et It Slipped My Mind
- Bob Glaub : album An American Prayer: Jim Morrison, dans son intégralité, sauf A Feast of Friends (Jerry Scheff)

### Chronologie des reformations

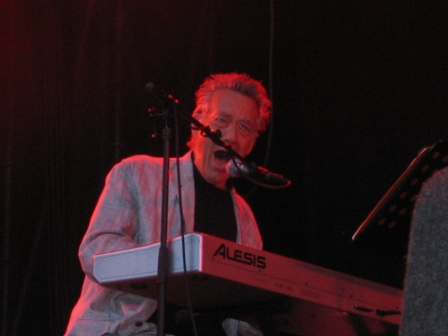
Ray Manzarek.

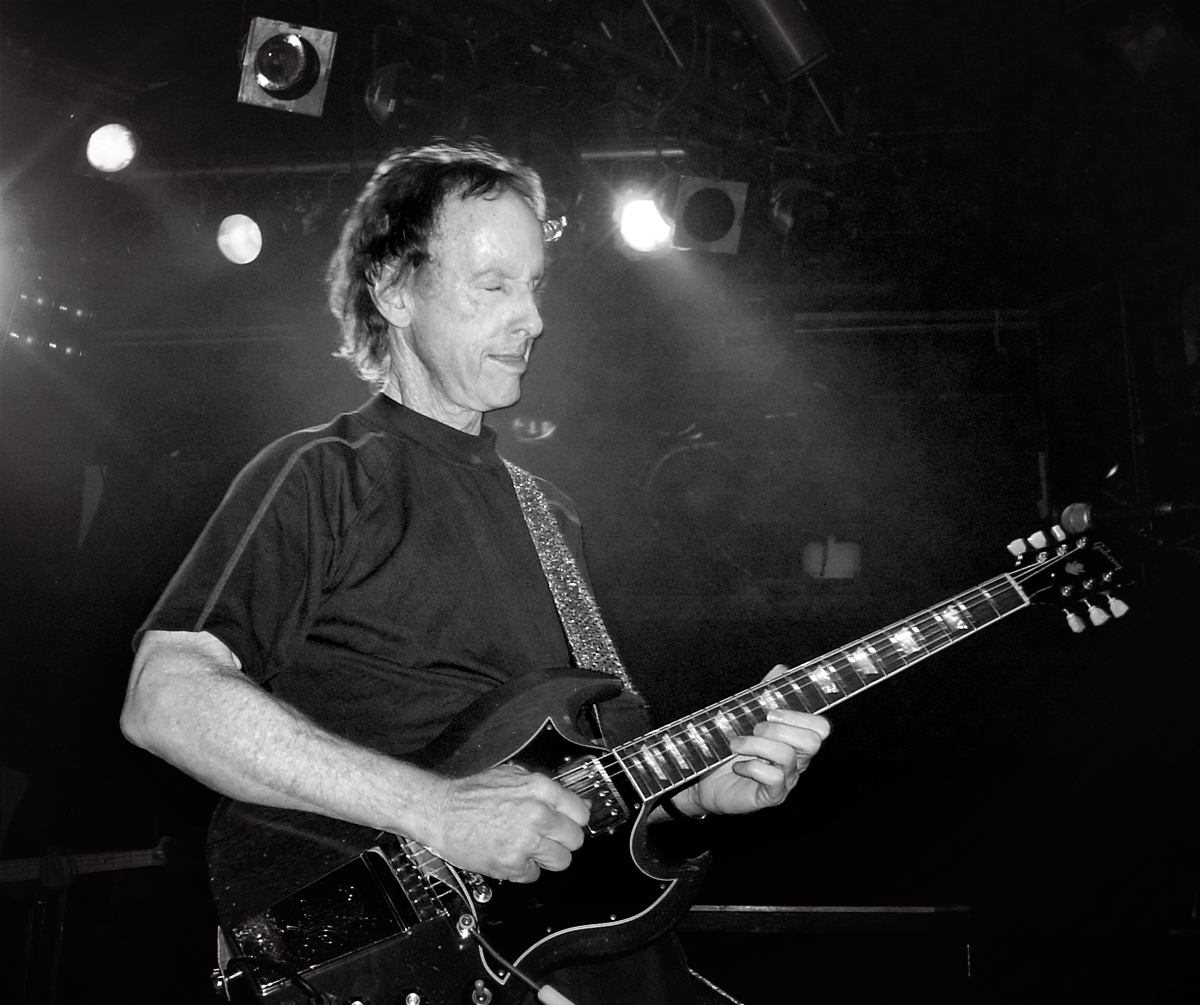
Robby Krieger.

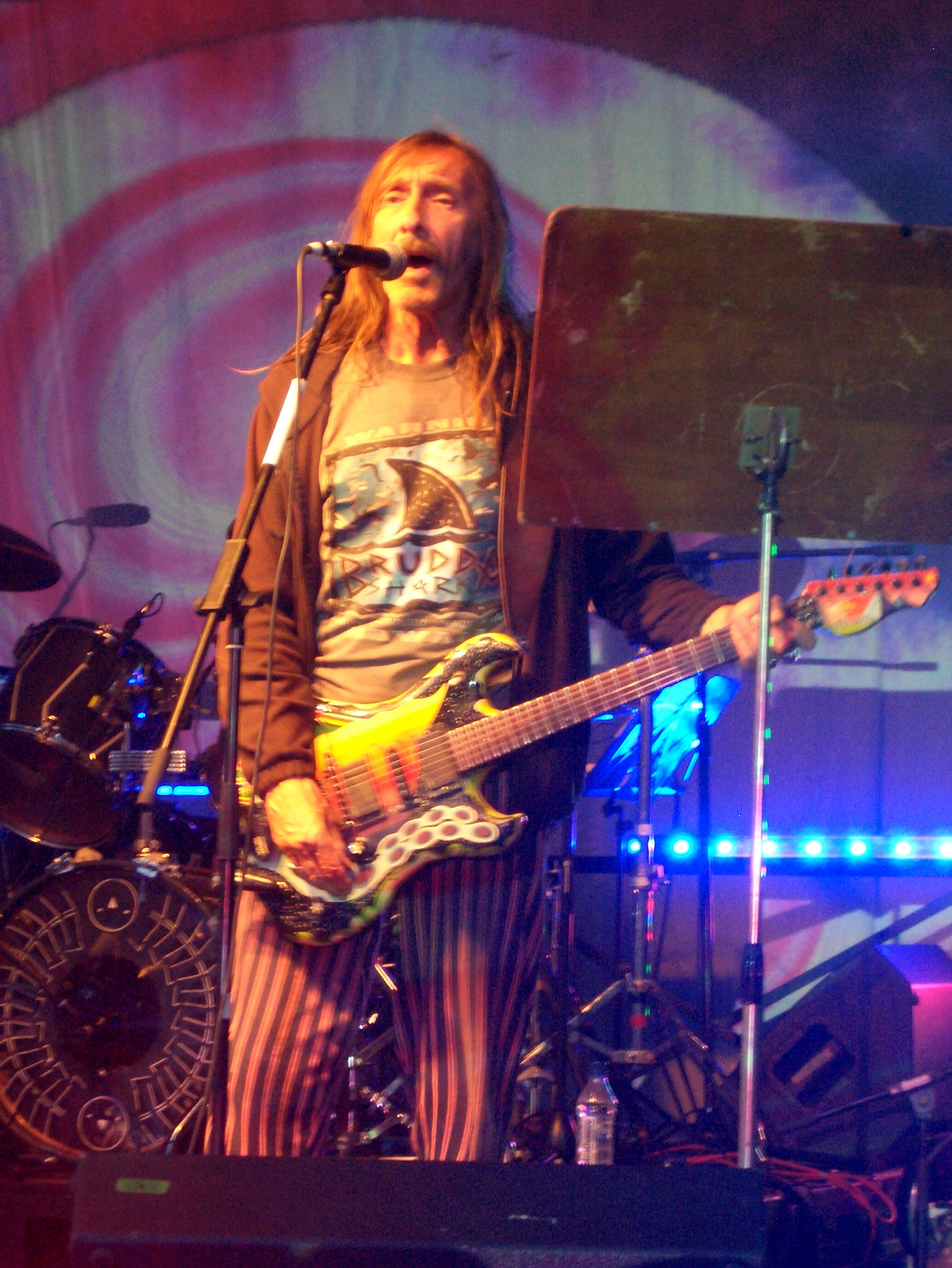
Dave Brock.

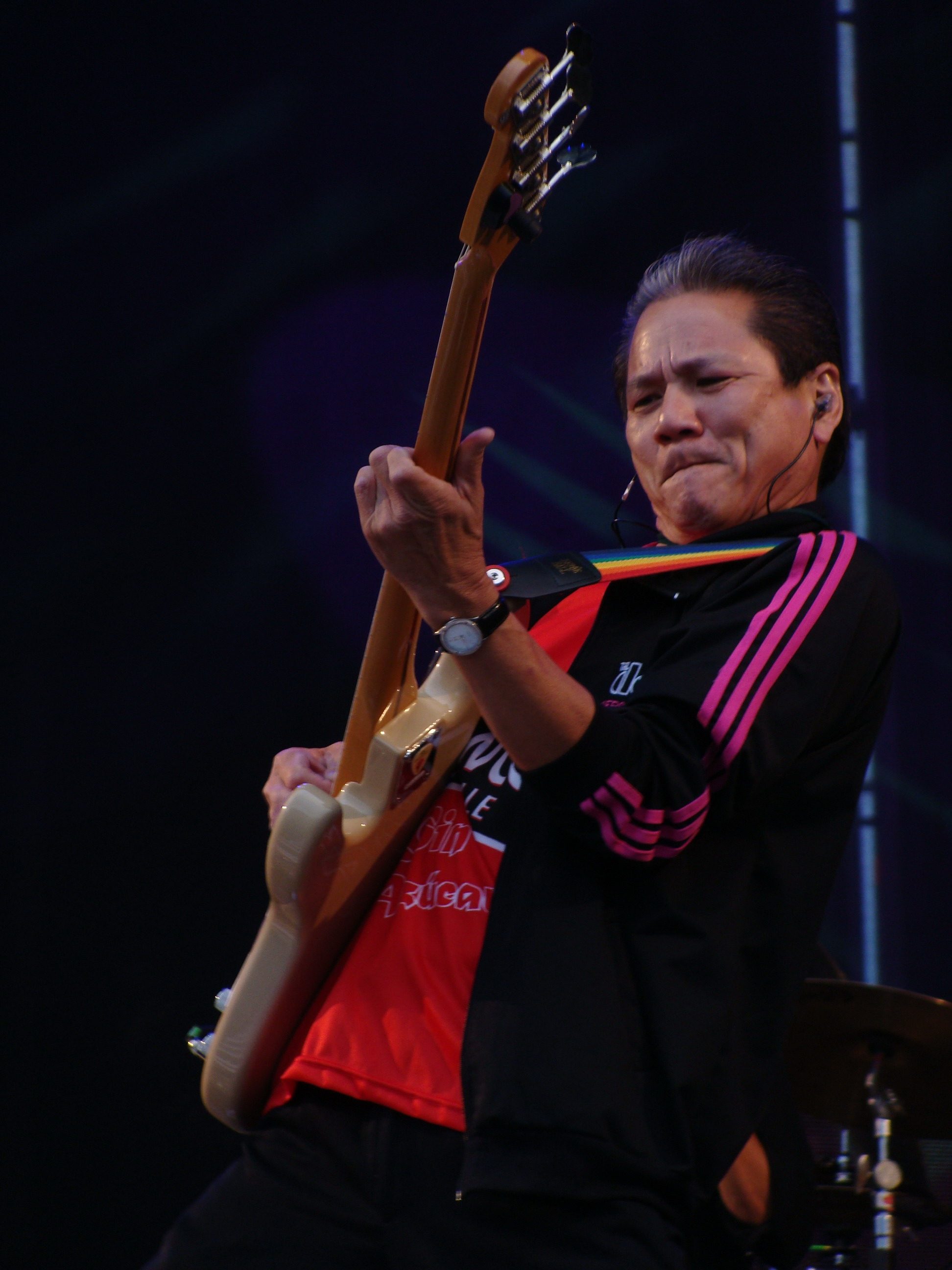
Phil Chen.

| The Doors of 21st Century (2002)         | - Ian Astbury - chant - Robby Krieger - guitare - Ray Manzarek - clavier - Angelo Barbera - basse - Stewart Copeland - batterie |
| The Doors of 21st Century (2002-2005)    | - Ian Astbury - chant - Robby Krieger - guitare - Ray Manzarek - clavier - Angelo Barbera - basse - Ty Dennis - batterie        |
| Riders on the Storm (2005-2007)          | - Ian Astbury - chant - Robby Krieger - guitare - Ray Manzarek - clavier - Angelo Barbera - basse - Ty Dennis - batterie        |
| Riders on the Storm (2007)               | - Brett Scallions - chant - Robby Krieger - guitare - Ray Manzarek - clavier - Angelo Barbera - basse - Ty Dennis - batterie    |
| Riders on the Storm (2007-2009)          | - Brett Scallions - chant - Robby Krieger - guitare - Ray Manzarek - clavier - Phil Chen - basse - Ty Dennis - batterie         |
| Ray Manzarek & Robby Krieger (2010-2013) | - Dave Brock - chant - Robby Krieger - guitare - Ray Manzarek - clavier - Phil Chen - basse - Ty Dennis - batterie              |

## Discographie
- 1967 : The Doors
- 1967 : Strange Days
- 1968 : Waiting for the Sun
- 1969 : The Soft Parade
- 1970 : Morrison Hotel
- 1971 : L.A. Woman
- 1971 : Other Voices
- 1972 : Full Circle
- 1978 : An American Prayer: Jim Morrison